# Observatorio América Latina-Asia Pacífico
El Observatorio América Latina-Asia Pacífico, creado en el 2012, es una iniciativa conjunta de la Comisión Económica para América Latina y el  Caribe (CEPAL), la ALADI y el CAF-Banco de Desarrollo de América Latina, la cual busca produndizar el conocimiento de las relaciones económicas entre las regiones de América Latina y del Asia-Pacífico, contribuyendo así a la mejora en la toma de decisiones políticas y estrategias multilaterales. Abarca el estudio de 37 economías, 19 de América Latina y 18 del Asia Pacífico.